# João Cunha e Silva
João Cunha e Silva (* 27. November 1967 in Lissabon, Portugal) ist ein ehemaliger portugiesischer Tennisspieler. Er hat einen Sohn Felipe Cunha e Silva, der auch Tennis spielt und den er selbst trainiert.

## Leben
Cunha e Silva begann im Alter von acht Jahren mit dem Tennissport. Er war mehrfacher nationaler Juniorenmeister und trat bereits 1984 erstmals im portugiesischen Davis-Cup-Team an. 1987 wurde er Tennisprofi, konnte aber zunächst keine nennenswerten Erfolge verbuchen. 1989 erreichte er an der Seite von Eduardo Masso das Finale des ATP-Turniers von Nancy. In der Folge spielte er auf der ATP Challenger Tour, wo er erfolgreicher war und 1990 den Doppeltitel von Nairobi errang. Im selben Jahr gelangen ihm in Turin und São Paulo zwei Einzeltitel auf der Challenger Tour. 1992 gewann er an der Seite von Mike Bauer seinen ersten Doppeltitel auf der ATP Tour, womit er der bis dahin erste portugiesische Tennisspieler war, dem dies gelungen war. Sein zweiter und letzter Doppeltitel folgte 1997 in Casablanca. Darüber hinaus stand er zwei weitere Male in einem ATP-Doppelfinale, die jedoch verloren gingen. Seine höchste Notierung in der Tennis-Weltrangliste erreichte er 1991 mit Position 108 im Einzel sowie 1989 mit Position 72 im Doppel.
Seine besten Einzelergebnisse bei Grand-Slam-Turnieren waren das Erreichen der zweiten Runde von Wimbledon und der US Open. In der Doppelkonkurrenz konnte er sich für alle vier Grand-Slam-Turniere qualifizieren, kam aber nie über die erste Runde hinaus. Sein einziger Auftritt im Mixed fand bei den Australian Open 1989 statt, auch hier schied er in der ersten Runde aus.
Cunha e Silva spielte zwischen 1984 und 2000 53 Einzel- sowie 24 Doppelpartien für die portugiesische Davis-Cup-Mannschaft. Seine Einzelbilanz war 25:28, die Doppelbilanz ausgeglichen mit 12:12. Während dieser Zeit spielte er nur ein einziges Mal in der Weltgruppe, bei der Erstrunden-Niederlage 1994 gegen Kroatien. Hierbei trat er an der Seite von Nuno Marques im Doppel an, die Partie ging glatt in drei Sätzen an Saša Hiršzon und Goran Ivanišević.

## Erfolge
| Legende                       |
| Grand Slam                    |
| Tennis Masters Cup            |
| ATP Masters Series            |
| ATP International Series Gold |
| ATP International Series (2)  |
| ATP Challenger Tour (27)      |

### Einzel

#### Turniersiege
| Nr. | Datum           | Turnier   | Belag     | Finalgegner    | Ergebnis      |
| --- | --------------- | --------- | --------- | -------------- | ------------- |
| 1.  | 25. Juni 1990   | Turin     | Sand      | Jimmy Brown    | 7:6, 6:7, 6:3 |
| 2.  | 6. August 1990  | São Paulo | Sand      | Cássio Motta   | 6:1, 6:2      |
| 3.  | 2. Oktober 1995 | Monterrey | Hartplatz | Steve Campbell | 6:2, 7:6      |

### Doppel

#### Turniersiege

##### ATP Tour
| Nr. | Datum            | Turnier    | Belag     | Partner      | Finalgegner                       | Ergebnis |
| --- | ---------------- | ---------- | --------- | ------------ | --------------------------------- | -------- |
| 1.  | 12. Oktober 1992 | Tel Aviv   | Hartplatz | Mike Bauer   | Mark Koevermans Tobias Svantesson | 6:3, 6:4 |
| 2.  | 24. März 1997    | Casablanca | Sand      | Nuno Marques | Karim Alami Hicham Arazi          | 7:6, 6:2 |

##### Challenger Tour
| Nr. | Datum              | Turnier        | Belag     | Partner                | Finalgegner                            | Ergebnis        |
| --- | ------------------ | -------------- | --------- | ---------------------- | -------------------------------------- | --------------- |
| 1.  | 30. Mai 1988       | Montabaur      | Sand      | Wojciech Kowalski      | Wolfgang Popp Udo Riglewski            | 6:2, 7:6        |
| 2.  | 27. Juni 1988      | Tarbes         | Sand      | Jörgen Windahl         | Eduardo Furusho César Kist             | 6:2, 6:1        |
| 3.  | 3. Oktober 1988    | Estoril        | Hartplatz | Jean-Philippe Fleurian | Ivan Kley Fernando Roese               | 7:6, 6:3        |
| 4.  | 19. Februar 1990   | Nairobi        | Sand      | Eduardo Masso          | Zeeshan Ali Libor Pimek                | 6:4, 7:5        |
| 5.  | 25. Februar 1991   | Guadeloupe     | Hartplatz | Nuno Marques           | Olivier Delaître Rodolphe Gilbert      | 6:3, 6:1        |
| 6.  | 18. November 1991  | São Paulo      | Sand      | Fernando Roese         | Pablo Albano Luis Lobo                 | 7:5, 4:6, 6:3   |
| 7.  | 27. Juli 1992      | Lins           | Sand      | Nicolás Pereira        | Cássio Motta Fernando Roese            | 6:3, 6:4        |
| 8.  | 11. Oktober 1993   | Recife         | Sand      | Jack Waite             | Michael Geserer Simon Touzil           | 6:3, 6:1        |
| 9.  | 18. Oktober 1993   | Curitiba       | Sand      | Jack Waite             | Francisco Montana Gilbert Schaller     | 4:6, 6:3, 6:0   |
| 10. | 2. Mai 1994        | Cali           | Sand      | Tomáš Anzari           | Bill Behrens Kirk Haygarth             | 7:6, 3:6, 6:3   |
| 11. | 16. Mai 1994       | Budapest (1)   | Sand      | Nuno Marques           | Gábor Köves László Markovits           | 6:7, 6:4, 7:6   |
| 12. | 22. August 1994    | Pilsen (1)     | Sand      | Emanuel Couto          | Brett Dickinson Glenn Wilson           | 6:4, 6:3        |
| 13. | 17. Oktober 1994   | Guayaquil      | Sand      | Nuno Marques           | Matt Lucena Richard Schmidt            | 7:6, 6:4        |
| 14. | 5. Dezember 1994   | São Luís       | Hartplatz | Roger Smith            | Fabio Silberberg João Zwetsch          | 4:6, 6:3, 6:3   |
| 15. | 7. August 1995     | Rio de Janeiro | Hartplatz | Óscar Ortiz            | Jean-Philippe Fleurian Nicolás Pereira | 7:5, 4:6, 6:1   |
| 16. | 21. August 1995    | Pilsen (2)     | Sand      | Emanuel Couto          | Pier Gauthier Guillaume Marx           | 6:3, 6:4        |
| 17. | 11. September 1995 | Budapest (2)   | Sand      | Emanuel Couto          | Gábor Köves László Markovits           | 4:6, 7:5, 6:4   |
| 18. | 6. November 1995   | Peking         | Hartplatz | Ivan Baron             | Laurence Tieleman Martin Zumpft        | 6:4, 6:4        |
| 19. | 29. Juli 1996      | Meran          | Sand      | Nuno Marques           | Cristian Brandi Filippo Messori        | 6:1, 6:4        |
| 20. | 28. Juli 1997      | Istanbul       | Hartplatz | Jean-Philippe Fleurian | Chris Haggard Mark Petchey             | kampflos        |
| 21. | 4. August 1997     | Segovia        | Hartplatz | Nuno Marques           | Juan Ignacio Carrasco Brian Eagle      | 6:7, 6:2, 6:4   |
| 22. | 24. November 1997  | Mumbai         | Hartplatz | Emanuel Couto          | Marcus Hilpert David Nainkin           | 1:6, 6:6 aufgg. |
| 23. | 1. Dezember 1997   | Ahmedabad      | Hartplatz | Emanuel Couto          | Gōichi Motomura Oleg Ogorodov          | 6:4, 3:6, 6:3   |
| 24. | 13. März 2000      | Lissabon       | Sand      | Nuno Marques           | Salvador Navarro Tommy Robredo         | 7:5, 6:4        |

#### Finalteilnahmen
| Nr. | Datum            | Turnier    | Belag   | Partner       | Finalgegner                     | Ergebnis      |
| --- | ---------------- | ---------- | ------- | ------------- | ------------------------------- | ------------- |
| 1.  | 27. Februar 1989 | Nancy      | Teppich | Eduardo Masso | Udo Riglewski Tobias Svantesson | 4:6, 7:6, 6:7 |
| 2.  | 26. März 1995    | Casablanca | Sand    | Emanuel Couto | Tomás Carbonell Francisco Roig  | 4:6, 1:6      |